# Volcán de Taburiente
Die Volcán de Taburiente ist eine Fähre der Reederei Armas, die 2006 für den Linienverkehr zwischen den Kanarischen Inseln in Dienst gestellt wurde.

## Einsatz
Sie wurde von der spanischen Werft Hijos de J. Barreras in Vigo gebaut und läuft von Los Cristianos auf Teneriffa aus die Häfen von San Sebastián de La Gomera und Santa Cruz de La Palma an.

## Technik
Die Passagierkapazität beträgt 1500 Personen. Das Schiff verfügt mit Deck 3 und 5 über zwei komplette Frachtdecks sowie über ein Auto-Deck für PKW. Mit dieser Anordnung können 103 Autos und 28 Auflieger befördert werden oder bis zu maximal 305 PKW. Die Dienstgeschwindigkeit ist 22,5 Knoten.

### Maschinenanlage und Antrieb
Die Maschinenanlage besteht aus vier Viertakt-Neunzylinder-Diesel-Reihenmotoren des Typs MaK 9M32C von Caterpillar. Die Nennleistung je Motor beträgt 4.500 kW bei einer Drehzahl von 600/min. Die beiden Verstellpropeller mit 3,7 Meter Durchmesser werden von je zwei Motoren angetrieben. Zur Manövrierfähigkeit in den teilweise sehr beengten Hafenanlagen steht eine Querstrahlsteueranlage mit 2 × 720 kW zur Verfügung. Zwei von den Hauptmotoren angetriebene Generatoren und zwei Dieselaggregate von Wärtsilä mit jeweils etwa 900 kW (1125 kVA) speisen in das elektrische Bordnetz. Das Notstromaggregat leistet 277 kW (346 kVA).

## Ausstattung
Wegen der kurzen Überfahrtszeiten gibt es keine Passagierkabinen. Kabinen stehen nur für die 34-köpfige Mannschaft zur Verfügung.